# MKS MOS Interpromex Będzin w sezonie 2009/2010

## Drużyna

### Sztab
| Pierwszy trener | Rafał Legień  |
| Drugi trener    | Paweł Sznicer |
| Fizjoterapeuta  | Janusz Herpel |

### Zawodnicy
| Nr | Imię i nazwisko       | Data ur.   | Wzrost | Pozycja      |
| -- | --------------------- | ---------- | ------ | ------------ |
| 1  | Bartosz Tomczyk       | 190        | 193    | rozgrywający |
| 2  | Mateusz Mędrzyk       | 02.03.1988 | 194    | przyjmujący  |
| 3  | Maciej Mędrzyk        | 02.03.1988 | 184    | libero       |
| 4  | Przemysław Kasparek   | 28.01.1989 | 201    | środkowy     |
| 6  | Damian Miller         | 30.07.1986 | 194    | przyjmujący  |
| 7  | Marcin Kantor         | 03.02.1989 | 197    | przyjmujący  |
| 8  | Mateusz Leszczawski   | 01.10.1988 | 196    | rozgrywający |
| 10 | Dariusz Syguła        | 03.04.1986 | 182    | rozgrywający |
| 11 | Bartosz Dzierżanowski | 05.09.1986 | 197    | środkowy     |
| 13 | Adam Łapuszyński      | 07.10.1986 | 197    | atakujący    |
| 14 | Michał Potera         | 06.03.1988 | 182    | libero       |
| 15 | Rafał Legień          | 24.10.1969 | 190    | przyjmujący  |
| 16 | Damian Zborowski      | 20.06.1988 | 192    | atakujący    |
| 18 | Arkadiusz Świechowski | 11.01.1987 | 205    | środkowy     |

## Transfery

### Przyszli
| Imię i nazwisko       | Poprzedni klub  |
| --------------------- | --------------- |
| Arkadiusz Świechowski | Gwardia Wrocław |
| Bartosz Tomczyk       | Wanda Kraków    |
| Maciej Mędrzyk        | MCKiS Jaworzno  |

### Odeszli
| Imię i nazwisko            | W klubie od | Nowy klub                   |
| -------------------------- | ----------- | --------------------------- |
| Albert Semeniuk (I trener) | 2004        | Górnik Siemianowice Śląskie |
| Piotr Gabrych              | 2008        | Stal Grudziądz              |
| Grzegorz Nowak             | 2007        | koniec kariery              |

## Rozgrywki

### Liga

#### Runda zasadnicza
| Data       | Przeciwnik                  | Wynik                                   | Miejsce                                |
| ---------- | --------------------------- | --------------------------------------- | -------------------------------------- |
| 26.09.2009 | STS Skarżysko-Kamienna      | 3:1 (18:25, 25:18, 25:19, 25:19)        | Hala MCSiR, Skarżysko-Kamienna         |
| 03.10.2009 | Karpaty Krosno              | 3:0 (25:21, 25:22, 25:18)               | Hala Łagisza, Będzin                   |
| 10.10.2009 | Rafako Racibórz             | 3:1 (25:21, 25:23, 27:29, 25:15)        | Rafako Arena, Racibórz                 |
| 14.10.2009 | Błękitni Ropczyce           | 3:1 (25:17, 25:22, 21:25, 25:21)        | Hala Łagisza, Będzin                   |
| 17.10.2009 | AZS Politechnika Krakowska  | 2:3 (25:22, 25:21, 22:25, 19:25, 12:15) | Hala CSiR, Kraków                      |
| 24.10.2009 | AKS Resovia II Rzeszów      | 3:0 (25:16, 25:20, 25:19)               | Hala Łagisza, Będzin                   |
| 31.10.2009 | Wanda Kraków                | 2:3 (25:22, 23:25, 25:19, 23:25, 11:15) | Hala Suche Stawy, Kraków               |
| 07.11.2009 | Górnik Siemianowice Śląskie | 3:0 (25:14, 25:18, 25:21)               | Hala Łagisza, Będzin                   |
| 14.11.2009 | MKS Wisłok Strzyżów         | 3:0 (25:14, 25:16, 27:25)               | Hala MZS, Strzyżów                     |
|            |                             |                                         |                                        |
| 21.11.2009 | STS Skarżysko-Kamienna      | 3:1 (25:22, 25:16, 21:25, 25:16)        | Hala Łagisza, Będzin                   |
| 28.11.2009 | Karpaty Krosno              | 1:3 (25:18, 21:25, 20:25, 23:25)        | Hala MOSiR, Krosno                     |
| 05.12.2009 | Rafako Racibórz             | 3:0 (25:20, 25:21, 25:20)               | Hala Łagisza, Będzin                   |
| 12.12.2009 | Błękitni Ropczyce           | 3:0 (25:18, 25:19, 31:29)               | Hala W-S, Ropczyce                     |
| 09.01.2010 | AKS Resovia II Rzeszów      | 3:0 (25:17, 25:19, 26:24)               | Hala ROSiR, Rzeszów                    |
| 13.01.2010 | AZS Politechnika Krakowska  | 3:1 (16:25, 25:17, 25:16, 25:18)        | Hala Łagisza, Będzin                   |
| 16.01.2010 | Wanda Kraków                | 3:0 (25:21, 25:20, 25:21)               | Hala Łagisza, Będzin                   |
| 23.01.2010 | Górnik Siemianowice Śląskie | 3:0 (25:21, 28:26, 25:19)               | Hala OS "Michał", Siemianowice Śląskie |
| 30.01.2010 | MKS Wisłok Strzyżów         | 3:1 (25:21, 25:23, 21:25, 25:16)        | Hala Łagisza, Będzin                   |

#### Play-off
| Data       | Przeciwnik     | Wynik                            | Miejsce                  |
| Półfinały  | Półfinały      | Półfinały                        | Półfinały                |
| ---------- | -------------- | -------------------------------- | ------------------------ |
| 13.02.2010 | Karpaty Krosno | 3:1 (25:22, 22:25, 25:20, 25:22) | Hala Łagisza, Będzin     |
| 14.02.2010 | Karpaty Krosno | 3:0 (25:17, 25:22, 25:20)        | Hala Łagisza, Będzin     |
| 27.02.2010 | Karpaty Krosno | 3:0 (25:22, 25:22, 25:17)        | Hala MOSiR, Krosno       |
| Finały     |                |                                  |                          |
| 13.03.2010 | Wanda Kraków   | 1:3 (22:25, 25:21, 23:25, 19:25) | Hala Łagisza, Będzin     |
| 14.03.2010 | Wanda Kraków   | 3:0 (25:16, 25:16, 25:21)        | Hala Łagisza, Będzin     |
| 27.03.2010 | Wanda Kraków   | 3:1 (25:22, 25:15, 20:25, 29:27) | Hala Suche Stawy, Kraków |
| 28.03.2010 | Wanda Kraków   | 3:1 (20:25, 28:26, 25:20, 26:24) | Hala Suche Stawy, Kraków |

#### Turniej Mistrzów Grup
| Data       | Przeciwnik           | Wynik                            | Miejsce              |
| ---------- | -------------------- | -------------------------------- | -------------------- |
| 09.04.2010 | AZS UAM Poznań       | 3:0 (25:18, 25:20, 26:24)        | Hala Łagisza, Będzin |
| 10.04.2010 | Pekpol Ostrołęka     | 3:1 (25:14, 28:26, 22:25, 25:19) | Hala Łagisza, Będzin |
| 11.04.2010 | Sudety Kamienna Góra | 3:0 (28:26, 25:23, 25:21)        | Hala Łagisza, Będzin |

### Puchar Polski
| Data        | Przeciwnik               | Wynik                            | Miejsce                          |
| I runda     | I runda                  | I runda                          | I runda                          |
| ----------- | ------------------------ | -------------------------------- | -------------------------------- |
| 12.09.2009  | Wanda Kraków             | 3:0 (25:19, 25:22, 25:20)        | Hala Suche Stawy, Kraków         |
| II runda    |                          |                                  |                                  |
| 19.09.2009  | AZS Politechnika Opolska | 3:1 (23:25, 25:22, 25:23, 25:19) | Hala Łagisza, Będzin             |
| III runda   |                          |                                  |                                  |
| 07.10.2009  | Energetyk Jaworzno       | 3:1 (30:28, 25:19, 31:33, 25:21) | Hala Łagisza, Będzin             |
| IV runda    |                          |                                  |                                  |
| 28.10.2009  | BBTS Bielsko-Biała       | 3:0 (25:22, 25:17, 25:20)        | Hala Łagisza, Będzin             |
| V runda     |                          |                                  |                                  |
| 02.12.2009  | Morze Bałtyk Szczecin    | 3:1 (25:21, 23:25, 25:22, 25:23) | Szczeciński Dom Sportu, Szczecin |
| 09.12.2009  | Morze Bałtyk Szczecin    | 3:1 (25:16, 24:26, 25:17, 25:21) | Hala Łagisza, Będzin             |
| VI runda    |                          |                                  |                                  |
| 19.12.2009  | AZS Częstochowa          | 3:1 (25:21, 25:22, 25:27, 26:24) | Hala Łagisza, Będzin             |
| ćwierćfinał |                          |                                  |                                  |
| 22.12.2009  | ZAKSA Kędzierzyn-Koźle   | 0:3 (15:25, 14:25, 16:25)        | Hala Łagisza, Będzin             |
| 03.01.2010  | ZAKSA Kędzierzyn-Koźle   | 1:3 (25:20, 14:25, 20:25, 17:25) | Hala Azoty, Kędzierzyn-Koźle     |

### Bilans spotkań
| Rozgrywki        | Ogólnie | Ogólnie | Ogólnie | Ogólnie | Ogólnie | U siebie | U siebie | U siebie | U siebie | U siebie | Na wyjeździe | Na wyjeździe | Na wyjeździe | Na wyjeździe | Na wyjeździe | Miejsce |
| Rozgrywki        | R       | W       | P       | Sety    | Sety    | R        | W        | P        | Sety     | Sety     | R            | W            | P            | Sety         | Sety         | Miejsce |
| ---------------- | ------- | ------- | ------- | ------- | ------- | -------- | -------- | -------- | -------- | -------- | ------------ | ------------ | ------------ | ------------ | ------------ | ------- |
| runda zasadnicza | 18      | 15      | 3       | 50      | 15      | 9        | 9        | 0        | 27       | 4        | 9            | 6            | 3            | 23           | 11           | 1.      |
| play-off         | 7       | 6       | 1       | 19      | 6       | 4        | 3        | 1        | 10       | 4        | 3            | 3            | 0            | 9            | 2            | 1.      |
| turniej barażowy | 3       | 3       | 0       | 9       | 1       | 3        | 3        | 0        | 9        | 1        | 0            | 0            | 0            | 0            | 0            | 1.      |
| puchar           | 9       | 7       | 2       | 22      | 11      | 6        | 5        | 1        | 15       | 7        | 3            | 2            | 1            | 7            | 4            | 1/4 f   |
| Razem            | 37      | 31      | 6       | 100     | 33      | 22       | 20       | 2        | 61       | 16       | 15           | 11           | 4            | 39           | 17           |         |